# برایان لبیسیر
برایان لبیسیر (انگلیسی: Bryan Labissiere؛ زادهٔ ۱۱ فوریهٔ ۱۹۹۷) بازیکن فوتبال است.
وی همچنین در تیم ملی فوتبال زیر ۱۶ سال فرانسه و تیم ملی فوتبال هائیتی بازی کرده است.